# Blendeneinstellring
Der Blendeneinstellring oder kurz Blendenring dient an fotografischen Objektiven zur manuellen Einstellung der Blendenzahl.
Der Blendenring ist mit den Blendenzahlen beschriftet. Die meisten Blendenringe rasten bei vollen oder halben Stufen ein, vereinzelt auch in drittel Stufen. Bei historischen Kameras und Objektiven kann diese Rastung fehlen, viele haben auch eine nichtlineare Skalierung. Bei Programm- oder Blendenautomatiken wird die Blende auf den größten Wert (meist 16, 22 oder 32) gestellt, bei einigen Systemen wie Pentax KA in einer speziellen Automatik-Einstellung verriegelt. Die Kamera steuert dann zur eingestellten Verschlusszeit die passende Blende dazu.
Viele neuere Objektive für Spiegelreflexkameras weisen keinen Blendenring mehr auf, bei diesen wird die Blende am Kameragehäuse über ein Drehrad eingestellt. Pionier auf diesem Gebiet war 1987 der japanische Hersteller Canon mit seinen EF-Objektiven (Autofokus), andere Hersteller wie Nikon behielten den Blendenring noch einige Zeit bei und erlaubten dem Nutzer die Wahl zwischen Blendenring und Drehrad. Alle in den letzten Jahren neu von Nikon auf den Markt gebrachten Objektive entbehren allerdings des Blendenrings.

Blendenring mit Verriegelung der kleinsten Blende für den Betrieb mit Blendenautomatik
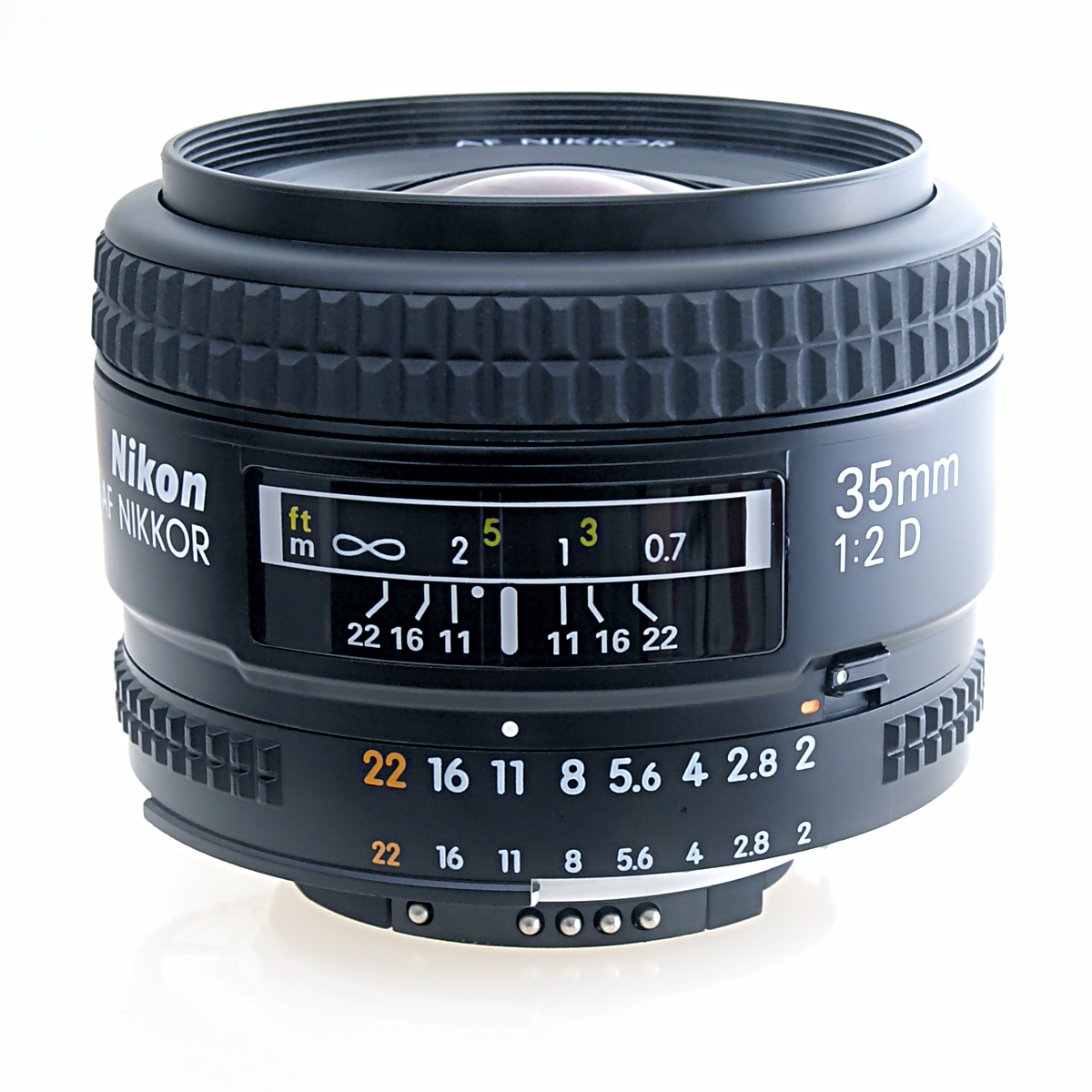
Bei den meisten Objektiven sitzt der Blendenring hinten. An diesem Objektiv ist die Blende auf 11 eingestellt. Die orange 22 markiert die kleinste Blendenöffnung (= größte Blendenzahl).